# Chester (Maine)
Chester – miasto w Stanach Zjednoczonych, w stanie Maine, w hrabstwie Penobscot.